# Sisyphus submonticolus
Sisyphus submonticolus là một loài bọ cánh cứng trong họ Bọ hung (Scarabaeidae).